# 64 d'Àries
64 d'Àries (64 Arietis) és una estrella de la constel·lació d'Àries. Té una magnitud aparent de +5,50.